# گل‌تپه (کبودرآهنگ)
گُل‌تپه یکی از شهرهای استان همدان ایران است. این شهر در جنوب غربی شهرستان کبودراهنگ قرار دارد.
از جاذبه‌های گردشگری این بخش، غار علیصدر می‌باشد که معروفترین غار ایران است. زبان ساکنان این شهر ترکی آذربایجانی است نام گل تپه از «کول تپه» گرفته شده است اهالی شهر بر این باورند که در زمان‌های خیلی دور آتشکده ای وجود داشته است که خاکستر آن در اطراف این روستا به صورت تپه ای تلمبار می‌شده است، و در زبان ترکی کول به معنای خاکستر می‌باشد همین امر موجب شهرت این شهر به «کول تپه» شده است و آثار باستانی این آتشکده نیز در این شهر به جا مانده است. هنوز هم برخی اهالی از این نام استفاده می‌کنند.
شهر گل تپه مرکز بخش گل‌تپه می‌باشد.

## جمعیت
بر پایه سرشماری عمومی نفوس و مسکن در سال ۱۳۹۵ جمعیت آن ۲٬۶۹۲ نفر (۶۷۳ خانوار) بوده است.